# FLOWER VILLAGE
FLOWER VILLAGE（ふらわーびれっじ）は、エフエム富士の日曜日夕方に放送されているトーク番組である。
パーソナリティは植村花菜。パーナリティを村長、リスナーを村民とよぶ。STUDIO ViViDで収録されていて、放送時間は日曜日17:30～18:00の30分間。放送開始は2009年4月3日。2010年春の改編で2010年3月28日で放送終了した。

## 来歴
- 2009年4月3日 - 金曜日の深夜24:30～25:00の放送
- 2009年10月2日 - 金曜日の深夜24:00～24:30の放送
- 2010年1月3日 - 日曜日の夕方17:30～18:00の放送

## コーナー
- 月末に弾き語りをしている。
- 花言葉のコーナーがある。